# Nándor Bezzeg
Nándor Bezzeg (Szolnok, 21 mei 1971) is een Hongaars darter, die wedstrijden speelt bij de Professional Darts Corporation. Hij heeft in zijn carrière één toernooi gewonnen: de Austrian Open.
In het jaar 2000 begon Bezzeg met professioneel darten. Hij haalde in eigen land meteen de halve finale van het Hungarian Open. Een jaar later presteerde hij hetzelfde en weer een jaar later haalde hij de kwartfinale. In 2004, 2006 en 2008 nam hij deel aan de WDF Europe Cup, waar hij twee keer de laatste 64 haalde. In 2008 deed hij het nog beter in het Hungarian Open, waar hij dit keer de finale haalde, waar hij met 6-3 verloor van Mareno Michels.
In 2009 deed hij voor het eerst mee aan het Ladbrokes World Darts Championship. Tijdens dit toernooi haalde hij de laatste 64. Hij speelt in de eerste ronde tegen Vincent van der Voort.

## Resultaten op Wereldkampioenschappen

### WDF
- 2007: Laatste 64 (verloren van Ian Brown met 2-4)

### PDC
- 2009: Laatste 64 (verloren van Vincent van der Voort met 0-3)